# Поліканов Олександр Миколайович
Олекса́ндр Микола́йович Поліка́нов — підполковник Збройних сил України.
У 2007 році майор Поліканов — офіцер-вихователь Чернігівського ліцею з ПВФП.
Від 2011 та станом на жовтень 2014 року — начальник служби безпеки польотів 56-го окремого вертолітного загону Місії ООН у Ліберії.

## Нагороди
21 жовтня 2014 року — за особисту мужність і героїзм, виявлені у захисті державного суверенітету та територіальної цілісності України, вірність військовій присязі, відзначений — нагороджений орденом Данила Галицького.